# Cotyledonoideae
Sous-famille
La sous-famille des Cotyledonoideae est l'une des six sous-familles de la famille des Crassulaceae selon la classification classique. 
Elle se distingue des autres sous-familles par ses fleurs de type 5 aux pétales soudés pour former un tube.
Cette sous-famille comprend 7 genres : Adromischus, Chiastophyllum, Cotyledon, Mucizonia, Pistorinia, Tylecodon et Umbilicus tous originaires de l'Ancien Monde.
Dans la classification phylogénétique APG IV (2016), cette sous-famille n'existe plus.